# Бодниева, Людмила Валериевна
Людмила Валериевна Бодниева  (род. 15 октября 1978, город Элиста, Калмыцкая АССР) — российская гандболистка, заслуженный мастер спорта; тренер.

## Биография
Родилась 15 октября 1978 года в городе Элиста Калмыцкой АССР. 
Гандболом начинала заниматься в Волгограде под руководством Василия Васильевича Бушнева, также тренировалась у Левона Акопяна.
Игровая карьера: 1993—2003 — «Аква» (Волгоград), 2003—2013 — «Крим» (Любляна, Словения). 3-кратная чемпионка России (1999—2001), 10-кратная чемпионка и обладательница Кубка Словении (2004—2013). Обладательница Суперкубка Европы (2003, 2004), финалистка Лиги чемпионов (2004, 2006).
В составе молодёжной сборной России становилась бронзовым призёром чемпионата Европы (1996) и серебряным призёром чемпионата мира (1997).
Выступала на взрослом чемпионате мира 1997 года в Германии (4-е место).
Достижения в составе сборной России: двукратная чемпионка мира (2001, 2005), бронзовый призёр чемпионата Европы (2000), серебряный призёр чемпионата Европы (2006). Участница Олимпийских игр-2012 в Лондоне. Признавалась MVP чемпионата мира 2005 года, лучшей линейной чемпионата мира-2001 и чемпионата мира 2005, чемпионатов Европы 2000, 2002, 2004 и 2006 годов.
Как помощница тренера студенческой сборной России Левона Акопяна — победительница Универсиады-2015 в Кванджу (Южная Корея). В сезоне-2020/21 она помогала исполняющей обязанности главного тренера Ольге Акопян в ЦСКА, который выиграл чемпионат России и вышел в «Финал четырех» Лиги чемпионов. После этого вошла в тренерский штаб сборной России. 20 сентября 2021 года назначена главным тренером женской сборной по гандболу.
С 7 марта 2024 года вместе с Анной Седойкиной вошла в тренерский штаб ЦСКА.